# Episodi di Prison Break (terza stagione)
La terza stagione della serie televisiva Prison Break, composta da tredici episodi, è andata in onda negli Stati Uniti dal 17 settembre 2007 al 18 febbraio 2008 sul network Fox.
In Italia è stata trasmessa dal 27 giugno 2008 al 29 agosto 2008 su Italia 1.
Gli antagonisti principali della stagione sono: Lechero, T-bag, Sammy, Gretchen Morgan e James Whistler.
| nº | Titolo originale    | Titolo italiano        | Prima TV USA      | Prima TV Italia |
| -- | ------------------- | ---------------------- | ----------------- | --------------- |
| 1  | Orientación         | Uomo contro uomo       | 17 settembre 2007 | 27 giugno 2008  |
| 2  | Fire/Water          | Sete                   | 24 settembre 2007 | 27 giugno 2008  |
| 3  | Call Waiting        | Chiamata in attesa     | 1º ottobre 2007   | 4 luglio 2008   |
| 4  | Good Fences         | Terra di nessuno       | 8 ottobre 2007    | 4 luglio 2008   |
| 5  | Interference        | Interferenza           | 22 ottobre 2007   | 11 luglio 2008  |
| 6  | Photo Finish        | Photofinish            | 5 novembre 2007   | 18 luglio 2008  |
| 7  | Vámonos             | L'ora X                | 5 novembre 2007   | 25 luglio 2008  |
| 8  | Bang and Burn       | Fuoco e fiamme         | 12 novembre 2007  | 1º agosto 2008  |
| 9  | Boxed In            | Allo scoperto          | 14 gennaio 2008   | 1º agosto 2008  |
| 10 | Dirt Nap            | Pioggia di polvere     | 21 gennaio 2008   | 8 agosto 2008   |
| 11 | Under and Out       | Fuori in 30 secondi    | 4 febbraio 2008   | 15 agosto 2008  |
| 12 | Hell or High Water  | Ad un passo dalla fine | 11 febbraio 2008  | 22 agosto 2008  |
| 13 | The Art of the Deal | L'arte del trattare    | 18 febbraio 2008  | 29 agosto 2008  |

## Cast

### Personaggi principali
- Dominic Purcell come Lincoln Burrows
- Wentworth Miller come Michael Scofield
- Amaury Nolasco come Fernando Sucre
- Wade Williams come Brad Bellick
- Robert Knepper come Theodore "T-Bag" Bagwell
- Chris Vance come James Whistler
- Robert Wisdom come Norman "Lechero" St. John
- Danay Garcia come Sofia Lugo
- Jodi Lyn O'Keefe come Gretchen Morgan
- William Fichtner come Alexander Mahone

## Uomo contro uomo
- Titolo originale: Orientación
- Diretto da: Kevin Hooks
- Scritto da: Paul T. Scheuring

### Trama
Una donna si trucca coprendo un grosso graffio sulla guancia sinistra. Nel carcere di Sona, Michael assiste a un combattimento tra due uomini che termina con la morte di uno dei due. Lincoln viene a sapere che Sona è il peggior carcere del Paese in cui sono rinchiusi tutti coloro che le altre prigioni si sono rifiutate di prendere e che, in seguito a una rivolta, è privo anche di personale di sorveglianza interno e la unica supervisione è limitata a un perimetro oltre le mura del carcere. Al consolato gli viene però assicurato che l'indomani il fratello sarà trasferito in un'altra struttura. Bellick, in condizioni spaventose, chiede dell'acqua ma viene maltrattato e deriso dagli altri detenuti; Un uomo però, da poco in quel carcere, tenta di aiutarlo. Mahone comincia a subire gli effetti provocati dalla sua tossicodipendenza e ferma Michael dicendogli che dovrà testimoniare in suo favore aggiungendo inoltre che era all'oscuro dei piani della Compagnia e che ha fatto soltanto ciò che gli era stato ordinato. Michael gli risponde che gli ha ucciso il padre e che quindi non ha nessuna intenzione di allearsi con lui. All'esterno della prigione una giovane donna chiede che il corpo del marito venga portato fuori. Lincoln si incontra con Michael che gli chiede notizie di Sara: Lincoln gli dice che sinora non è riuscito a rintracciarla. Rientrato nel cortile, viene condotto nella cella-suite di Lechero, il boss del carcere: l'uomo dice a Michael che è a conoscenza della sua storia e che a Sona non verrà trattato come una superstar. Mentre a Bellick e al suo amico viene ordinato di pulire i bagni, entra nella prigione una vecchia conoscenza: T-Bag. Michael riceve una visita di un uomo che afferma di poterlo aiutare e che se si trova a Sona c'è un motivo e di non ignorarlo. Successivamente, si imbatte in un altro detenuto che lo accusa di avergli rubato della droga e che lo vuole sfidare presto in combattimento. Lincoln continua a cercare Sara ed è costretto a riconoscere un cadavere che si rivela essere fortunatamente di un'altra donna. L'amico di Bellick, in preda alla disperazione, tenta di scappare dal carcere ma viene colpito all'esterno dalle guardie. Nei sotterranei di Sona, Bellick si imbatte in un uomo misterioso che gli affida dei bigliettini di carta in cambio di alcuni pezzi di carne. Lincoln riceve una telefonata di LJ che gli comunica di trovarsi a Panama assieme a Sara e gli dà appuntamento presso un ristorante. Michael è costretto a combattere e soltanto grazie ai consigli e all'intervento di Mahone che uccide il suo avversario, esce vivo dalla sfida e perciò vincitore. Nel luogo dell'appuntamento Lincoln trova ad attenderlo la donna con un graffio sulla guancia che gli raccomanda di rispondere al telefono che gli viene portato. All'esterno di Sona, la donna che reclamava il corpo del marito, attende che vengano portati fuori gli ultimi detenuti morti: rovista quindi nelle loro tasche e prende il biglietto che Bellick aveva messo nella tasca dell'avversario di Michael. Lo stesso Michael legge il biglietto che Bellick aveva messo nella sua tasca. Lincoln fa nuovamente visita al fratello e gli dice che delle persone vogliono che faccia evadere un certo James Whistler altrimenti moriranno sia LJ che Sara, già loro ostaggi.
- Altri interpreti: Carlo Alban (McGrady), Laurence Mason (Sammy), John Davies (Elliott Pike), Crystal Mantecon (Suor Mary Francis).
- Ascolti Italia: telespettatori 1 115 000 – share: 9,66%
- Curiosità: La cella di Michael nella prigione di Sona è la n. 44.

Amaury Nolasco (Fernando Sucre), presente nei titoli di testa, non partecipa a questo episodio.
Nei titoli di testa non compare più Sarah Wayne Callies (Sara Tancredi), anche se ha ancora un ruolo importante nello svolgersi della trama.
Anche per questa stagione i titoli di testa sono stati cambiati. Invece di immagini del penitenziario di Fox River, vengono mostrate scene girate all'interno della prigione di Sona. Il tema musicale è stato rimaneggiato rispetto all'originale.
L'episodio ha avuto un'audience di 7 400 000 telespettatori, il numero più basso registrato finora dalla serie all'inizio di stagione.
- Collegamenti esterni: (EN) Trama ufficiale su Fox.com Archiviato l'11 ottobre 2007 in Internet Archive.

## Sete
- Titolo originale: Fire/Water
- Diretto da: Bobby Roth
- Scritto da: Matt Olmstead

### Trama
Michael chiede a McGrady, un giovane detenuto del carcere con cui ha fatto amicizia, notizie circa James Whistler: il ragazzo gli dice che sinora nessuno a Sona è riuscito a incontrarlo ma che tutti però lo stanno cercando perché su di lui c'è una sorta di taglia. L'uomo infatti ha ucciso durante una rissa il figlio del sindaco di Panama City e quest'ultimo ha promesso un nuovo processo con un giudice "amico" al detenuto che vendicherà la sua morte. Nel carcere intanto la situazione comincia a diventare incandescente dopo che Sammy, uno degli uomini di Lechero si scontra con un altro prigioniero e rovescia l'unica botte di acqua disponibile. Michael si avvicina a Bellick e gli chiede chi gli ha ordinato di mettere il bigliettino nella tasca; in cambio di un po' di acqua, l'ex-secondino gli indica dove si trova l'uomo misterioso. Michael si reca nelle fogne e si presenta a Whistler il quale afferma di essere innocente. Lincoln ha un nuovo appuntamento con Susan B. Anthony, la donna che lo ha ricattato, che dopo avergli comunicato che le minacce sono inutili, gli elenca i dettagli del loro "accordo". Sucre, ripresosi dopo il collasso, acquista una pistola deciso a rintracciare Maricruz. Raggiunto Sona, punta l'arma contro Bellick il quale gli confessa che in realtà non ha mai rapito la ragazza ma che l'ha soltanto costretta a lasciare la casa in cui si trovava. Mahone dopo avere chiesto a McGrady notizie di Whistler, si reca subito nelle fogne della prigione e forza il nascondiglio del detenuto. Lincoln fa una nuova visita al fratello che gli dà il misterioso foglietto di Whistler e gli dice di riferire alle persone che hanno rapito LJ e Sara che farà il possibile per portare fuori dalla prigione quell'uomo, anche a costo di morire nel tentativo. Tornato in città, Lincoln incontra casualmente Sucre che gli dice che tornerà immediatamente a Chicago; notando poi la pubblicità su un pullman, intuisce che il termine "Versailles", presente nel bigliettino di Whistler, si riferisce al Banco de Versailles, un istituto bancario dove si dirige immediatamente; qui nota la ragazza che il giorno precedente reclamava a Sona il corpo del marito defunto. La donna si presenta alla banca come la moglie di Whistler e ritira il contenuto di una cassetta di sicurezza da una certa signora Vera Madrid, altro nome scritto sul bigliettino di Whistler; Una volta uscita, Lincoln le si avvicina e le prende quanto appena recuperato: una guida sugli uccelli. Bellick riferisce a T-Bag che ha delle informazioni per Lechero: probabilmente il giorno precedente si è imbattuto in Whistler. Michael intuisce che l'uomo è in pericolo e si reca nelle fogne dove oltre a Mahone è stato raggiunto anche da due uomini di Lechero. Con Whistler momentaneamente in fuga, Michael chiede a Lechero di dire ai suoi uomini di non toccarlo, ricevendo una risposta negativa. Nel frattempo i detenuti iniziano una rivolta contro il capo a causa della mancanza di acqua. Michael con un'esplosione fa in modo di riattivare la circolazione dell'acqua all'interno del carcere in modo da sedare la rivolta e quindi favorire la figura di Lechero stesso. Il boss si mostra così disponibile a dargli fiducia e gli promette che Whistler non verrà toccato. Sucre, resosi conto che non potrà offrire a Maricruz il futuro che merita, le dice addio. Lincoln riceve una nuova visita da parte di Susan B. che, dopo avere redarguito l'uomo sul limitarsi a fare i compiti assegnatigli, si appropria della guida sugli uccelli; In realtà l'uomo ne ha acquistato una copia e ha nascosto in una tasca dei pantaloni la guida originale. Con i detenuti concentrati sulla presenza di acqua in abbondanza, Lechero è libero di violare le sue stesse leggi ed eliminare l'uomo responsabile della rivolta, annegandolo. Michael comunica a James di non avere idea di come fare per evadere.
- Errori: il livello dell'acqua versata nelle prime scene dell'episodio cambia quando Micheal parla con il ragazzo.
- Altri interpreti: Camille Guaty (Maricruz), Laurence Mason (Sammy), Carlo Alban (McGrady), Carlos Compean (Colonnello Escamilla), Ravil Isyanov (Wyatt), John S. Davies (Elliot Pike), Curtis Wayne (Cheo), Davi Jay (Papo).
- Ascolti Italia: telespettatori 1 077 000 – share: 17,50%
- Collegamenti esterni: (EN) Trama ufficiale su Fox.com Archiviato l'11 ottobre 2007 in Internet Archive.

## Chiamata in attesa
- Titolo originale: Call Waiting
- Diretto da: Milan Cheylov
- Scritto da: Zack Estrin

### Trama
Sucre si reca da Lincoln in cerca di denaro, ma si rifiuta di aiutarlo a cercare Sara e LJ. Intanto, Michael capisce che Lechero non è interessato a una tregua. Lincoln quindi fa visita a Michael e gli mostra una foto con Sara che indica un punto preciso sul quotidiano che ha in mano: le parole "Santa Rita" che potrebbero essere un'indicazione sul luogo dove è tenuta prigioniera insieme a LJ. Lincoln dice a Susan che Michael aiuterà Whistler solo quando potrà parlare con Sara. Ma Susan si rifiuta. Michael scopre nel frattempo che Lechero è in possesso dell'unico telefono disponibile a Sona. Mahone incontra l'avvocato d'ufficio che si sta occupando del suo caso, il quale gli riferisce che il processo avverrà a giugno, cioè da lì a un anno. E l'eventuale intervento in tribunale di Michael in suo favore, non lo aiuterà, dato che anche lui è a Sona. Mahone allora lo implora di procurargli almeno le sue medicine, ma l'avvocato, credendolo un drogato, se ne va. Mahone cerca della droga all'interno del carcere, ma fallisce anche in questo caso. Ma trova comunque uno strano alleato: Whistler, che va da lui a chiedere informazioni su Michael, del quale non si fida del tutto. In seguito, Whistler riceve una visita da parte di Sofia, la quale gli riferisce che il libro le è stato portato via dal fratello di Michael. Whistler, mettendo tutti i pezzi insieme, le dice di non preoccuparsi. Quando Sofia firma il registro all'uscita dal carcere nota che anche Lincoln è andato a Sona per fare visita a Michael e scopre il suo indirizzo. Whistler si confronta con Michael riferendogli che il libro gli è di vitale importanza in quanto sono indicate le coordinate in cui ha, a sua insaputa, condotto un uomo della Compagnia tempo prima ma il giovane, vedendolo così interessato glielo nega mantenendolo come oggetto di scambio una volta fuori. Lincoln obbliga Susan a mettere in contatto Michael, che facendosi aiutare da T-Bag era entrato temporaneamente in possesso del telefono di Lechero, e Sara; La donna gli rivela alcuni indizi su dove sono tenuti prigionieri lei e LJ. T-Bag sta architettando un piano per diventare il secondo di Lechero, mettendo quest'ultimo contro la sua banda. Michael indirizza Lincoln nel posto dove possono essere richiusi i loro cari e, una volta recatosi sul posto, riesce a trovarli ma a causa di una colluttazione non fa in tempo a liberarli, vedendoli poi trascinati su un furgone. Lincoln riferisce poi l'accaduto al fratello. Sucre si ubriaca di fronte alla stanza d'albergo di Lincoln. Susan, irritata dal comportamento di Lincoln, gli fa recapitare un pacco nel seminterrato dell'albergo che l'uomo apre rimanendo scioccato.
- Altri interpreti: Laurence Mason (Sammy), Joe Holt (Pistachio), Ramon Franco (Raul), Carlo Alban (McGrady), F.J. Rio (Augusto)
- Ascolti Italia: telespettatori 962 000 – share: 7,66%
- Collegamenti esterni: (EN) Trama ufficiale su Fox.com Archiviato l'11 ottobre 2007 in Internet Archive.

## Terra di nessuno
- Titolo originale: Good Fences
- Diretto da: Michael Switzer
- Scritto da: Nick Santora

### Trama
Lincoln, scioccato, trova la testa decapitata di Sara nel pacco lasciatogli da Susan; In visita al fratello, nasconde al fratello la verità temendo di potere perdere LJ. Michael gli dice di mettersi in contatto con il becchino della prigione perché potranno avere un vantaggio dalla sua collaborazione. Lincoln si incontra quindi con Susan la quale gli dice che sono come dei soldati in guerra e che, se non faranno ulteriori errori, la vita di LJ sarà salva; la donna inoltre gli chiede la guida sugli uccelli che Lincoln aveva sottratto alla ragazza di Whistler. Michael chiede in prestito a McGrady la catenina con una croce che indossa. Poco dopo nel carcere viene a mancare la corrente elettrica. Mahone inizia ad avere delle allucinazioni con protagonista Haywire; viene quindi avvicinato da Michael il quale si mostra ora disponibile a fargli prendere parte al piano: per iniziare a collaborare dovrà recuperare un pennarello nero. Sofia fa visita a Whistler e gli dice che sa tutto riguardo all'evasione con Scofield. Lechero, indispettito per la mancanza di corrente, si rivolge a Michael il quale gli dice che per riparare il danno è necessario lavorare fuori le mura di Sona. Dopo avere ottenuto l'ok da parte del colonnello Michael dice che lo aiuterà ma in cambio pretende una certa cella della prigione. Bellick si intromette e prende parte alla squadra che scaverà per riparare il danno, convinto che Michael gli nasconda qualcosa. Mentre a Mahone viene offerta della droga da uno spacciatore, Bellick dice a Lechero che Scofield lo sta sicuramente imbrogliando: il boss controlla però la buca dove Bellick sostiene ci sia nascosto qualcosa, ma in realtà trova soltanto del nastro isolante. Lechero però segue Michael anche nella centrale elettrica della prigione e il ragazzo è costretto a improvvisare per non fare scoprire il trucco adoperato per fare mancare la corrente utilizzando la catenina di McGrady. T-Bag, interessato al commercio dello spacciatore-scagnozzo di Lechero, lo uccide in modo da prendere il suo posto, facendo sembrare la morte un'overdose. Lincoln incontra il becchino con Susan B. ma quest'ultima, di fronte alle sue richieste, lo uccide. Mentre Bellick viene torturato da Lechero, Mahone, che continua ad avere delle allucinazioni con protagonista Haywire, si reca da Michael con in corpo la droga offertagli da T-Bag: lo minaccia con un coltello avendo compreso che si è preso gioco di lui e che non vuole renderlo partecipe veramente dell'evasione. Lincoln fa visita al fratello e gli riferisce che hanno un nuovo alleato. Sucre, il nuovo becchino, provvederà infatti a spruzzare le recinzioni della prigione con il kesslivol, un composto chimico che elimina gli odori causati dalla decomposizione del corpo ma che, a una certa temperatura, è in grado di corrodere l'acciaio. Sucre lo sta infatti spruzzando sulla recinzione proprio a pochi metri dalla finestra della nuova cella di Michael.
- Altri interpreti: Silas Weir Mitchell (Haywire), Laurence Mason (Sammy), Carlo Alban (McGrady), Crystal Mantecon (Suor Mary Francis), Carlos Compean (Colonnello Escamilla), Manny Rubio (Nieves), Curtis Wayne (Cheo), Davi Jay (Papo)
- Ascolti Italia: telespettatori 933 000 – share: 13,52%
- Collegamenti esterni: (EN) Trama ufficiale su Fox.com Archiviato il 27 ottobre 2007 in Internet Archive.

## Interferenza
- Titolo originale: Interference
- Diretto da: Karen Gaviola
- Scritto da: Karyn Usher

### Trama
Michael rifiuta la proposta di Lincoln di preparare un mezzo di trasporto per l'indomani pomeriggio poiché ha deciso di evadere in pieno giorno: sfrutterà infatti il riverbero del sole che, colpendo una tettoia, impedisce una visione ottimale a una delle due guardie che sorvegliano la prigione dalle torrette mentre stanno cercando un modo per arginare la seconda. A Sona intanto arriva Tyge, un nuovo detenuto che pare conoscere Whistler e che cerca di scoprire cosa sta tramando assieme a Michael. Sucre viene fermato in città da alcuni uomini che in cambio di 5.000 dollari gli chiedono di fare entrare della droga all'interno del carcere. Lincoln e Sofia si dirigono nel posto prefissato per lasciare l'auto ma vengono fermati da delle guardie che gli spiegano come quella zona sia una fascia di rispetto della prigione vietata ai civili; Si recano quindi ad acquistare alcuni oggetti che nascondono all'interno di un contenitore-frigo che sotterrano sulla spiaggia, definendolo "Piano B"; Lincoln mostra qualcosa sul fondo del contenitore a Sofia prima di sotterrarlo. Michael intanto lavora assieme a Whistler su un forno a microonde rubato per fare in modo che crei una interferenza con gli apparecchi elettronici, compreso il televisore della seconda guardia delle torrette, molto interessata alle partite di calcio. Mentre se ne sta accertando con un binocolo, un raggio solare lo colpisce e la guardia immediatamente spara convinta di avere puntato contro un fucile di precisione. Michael riesce a evitare i colpi ma scatta immediatamente l'allarme all'interno della prigione. Sopraggiungono le guardie che iniziano a colpire i detenuti in modo da conoscere il colpevole. Michael si fa avanti e sta per essere ucciso quando interviene Whistler che afferma che stava semplicemente osservando gli uccelli; come prova la guida che tiene nella tasca dei pantaloni; Le guardie prima di andarsene hanno però incatenato le porte della cella di Michael stravolgendo il suo piano. T-Bag riesce nuovamente ad aiutare Lechero, ma questi sembra essersi stancato delle continue morbose attenzioni dell'uomo. Sucre riesce a nascondere il pacchetto ricevuto ma si attira i sospetti di una guardia; Il pacchetto viene ritirato da Sammy mentre Sucre viene obbligato a posizionarne un altro. Tyge si incontra con Whistler e dice di averlo già incontrato a Nizza, in compagnia dell'ambasciatore, venendo puntualmente smentito dal diretto interessato; Queste rivelazioni insospettiscono Michael. Mahone, infine, mostra a Michael che anche la seconda guardia ha un punto debole in quanto prima di entrare in servizio beve sempre un caffè e pertanto arrivando al suo bicchiere la si potrà mettere fuori gioco.
- Altri interpreti: Laurence Mason (Sammy), Carlo Alban (McGrady), Crystal Mantecon (Suor Mary Francis), Dominic Keating (Andrew Tyge), Alex Fernandez (Hurtado), F.J. Rio (Augusto), Curtis Wayne (Cheo), Davi Jay (Papo), Carlos Compean (Colonnello Escamilla), Joseph Melendez (Rafael), Mo Deja (Capitano Pamaies)
- Ascolti Italia: telespettatori 896 000 – share: 17,98%
- Collegamenti esterni: (EN) Trama ufficiale su Fox.com Archiviato il 27 ottobre 2007 in Internet Archive.

## Photo Finish
- Titolo originale: Photo Finish
- Diretto da: Kevin Hooks
- Scritto da: Seth Hoffman

### Trama
Michael continua a elaborare il piano di fuga da Sona, chiarendo a Whistler e Mahone che si fuggirà di pomeriggio. Per fare ciò devono riuscire a distrarre le due guardie di vedetta, oltretutto devono passare dalla cella che per prima dà verso la terra di nessuno, niente di meno che la cella di Sammy e dei suoi alleati. Lj viene informato da Susan riguardo alle torture subite dalla donna mentre era nell'esercito e di non provare a fare gesta eroiche. Mahone intanto viene raggiunto a Panama dall'agente Lang, che gli dice di avere pattuito un trasferimento in un carcere americano di minima sicurezza, per una pena di otto anni, in cambio di una confessione contro il governo nella cospirazione Burrows. Mahone rifiuta e se ne va, sicuro di evadere tra poche ore. Tygge, dopo avere riferito a Michael di avere visto Whistler non con un ambasciatore ma in un hotel a Nizza chiamato Ambasciador come dipendente, viene ucciso. Proprio Whistler è colui che viene accusato dell'omicidio, mandando così momentaneamente all'aria l'evasione. Lechero, ovvero Norman, rivela al neo incolpato la storia per cui è iniziata la sua carriera criminale e, essendo colpa di persone benestanti, non gli interessano gli amici di Whistler fuori dalla prigione. Lincoln, Sophia e Sucre procedono con il piano: devono riuscire a fare addormentare una delle due guardie dandogli una bevanda drogata, e grazie soprattutto a Sophia, riescono a scambiare il bicchiere della guardia con uno contenente del sonnifero; Nel mentre, Lincoln riceve una chiamata da Susan e, preso dall'adrenalina del momento, involontariamente le riferisce che l'evasione è stata anticipata a meno di un'ora. Il piano di Michael era di evadere prima di quanto stabilito con la donna e organizzare un secondo scambio preparandosi con calma. Susan, stanca delle menzogne di Lincoln, sta per uccidere LJ ma viene fermata proprio da Lincoln che le rivela tutta la verità, oltre al fatto di non avere raccontato a Michael della morte di Sara. Nel mentre Michael trova nella cella di Mahone un coltello sporco di sangue e, anche se l'ex agente nega l'uccisione, Scofield va da Lechero per accusarlo, in modo da lasciare libero Whistler ed evadere durante la partita di calcio del pomeriggio, quando tutti i detenuti saranno impegnati. Sentendosi però in trappola, Mahone accetta l'offerta della Lang, e così viene portato via da Sona; Lechero decide quindi di farsi giustizia da solo e, quando oramai Whistler sembra spacciato, il boss uccide uno dei suoi alleati, accusandolo di averlo tradito per avere preso da Augusto, il suo uomo d'affari fuori da Sona, dei sigari che solo lui prima poteva ricevere. In realtà quei sigari erano di Sammy, che T-Bag era quasi riuscito a incastrare con la, non ricevuta, collaborazione di Michael. Whistler così è salvo ma la partita di calcio viene annullata a causa dell'accaduto. Intanto Lincoln va a Sona e, non riuscendo a soddisfare la richiesta di Michael di vedere nuove foto di Sara, gli confessa la verità sulla sua morte. Michael cade in una depressione improvvisa, che lo porta a decidere di vendicarsi di Whistler sfidandolo a morte con la zampa di pollo nel cortile, sotto l'occhio di Lechero.
- Altri interpreti: Barbara Eve Harris (Lang), Marshall Allman (LJ Burrows), Kim Coates (Richard Sullens), Laurence Mason (Sammy), Carlo Alban (McGrady), Dominic Keating (Andrew Tyge), Alex Fernandez (Capitano Hurtado).
- Ascolti Italia: telespettatori 665 000 – share: 15,61%
- Collegamenti esterni: (EN) Trama ufficiale su Fox.com Archiviato il 9 novembre 2007 in Internet Archive.

## L'ora X
- Titolo originale: Vamonos
- Diretto da: Vince Misiano
- Scritto da: Zack Estrin e Kalinda Vazquez

### Trama
Michael, dopo avere sfidato Whistler, gli spiega che è stato solo un trucco per distrarre i carcerati ed avere quindici minuti di tempo per fuggire. Tentano la fuga come stabilito dato che la guardia Hurtado ha bevuto il caffè drogato ed è svenuto, ma a causa di una nuvola Michael si accorge di non essere più protetto dal bagliore che li copriva dallo sguardo vigile dell'altra guardia. Tornano in cella e vengono costretti da Sammy a scendere in cortile ad affrontarsi. Nel frattempo Lincoln è preoccupato che al momento dello scambio Whistler tenti la fuga, Sucre si offre di andare al posto di scambio e spiare il furgone dei rapitori di LJ. Qui Susan spiega a LJ che molto probabilmente verranno uccisi tutti quando lei avrà Whistler. Mahone viene portato in un albergo per sostenere l'interrogatorio con la polizia panamense e potere essere trasferito negli USA. Bellick sembra colpito dalla notizia della morte di Sara e continua a dichiarare il suo sconforto a Michael che lo evita. Michael e Whistler si affrontano colpendosi a vicenda, ma hanno la speranza che Lechero fermi il combattimento visto che Michael ha dichiarato di avere già sistemato le cose con Whistler. Lechero non sente spiegazioni e vuole uno dei due morto. Le guardie scoprono Hurtado svenuto e notano la corda di fuga calata da una cella di Sona. Irrompono così in prigione e fermano lo scontro tra Michael e Whistler quasi giunto a conclusione, con Whistler a un passo dall'uccidere Michael con un sasso. Mahone è in albergo ripulito e lavato ma in piena crisi di astinenza. Lang e Sullins, i suoi ex colleghi dell'FBI scoprono il suo problema con la droga e gli dicono che l'interrogatorio avverrà il giorno seguente di mattina. Mahone sembra non essere in grado di sopportare l'attesa a causa del suo bisogno di droga. Il colonnello Escamilla e i suoi soldati accusano Lechero di avere perso il controllo della prigione e uccidono Papo. T-Bag spera di potere diventare il rimpiazzo di Lechero visto che quest'ultimo viene pubblicamente privato dei suoi poteri dal colonnello Escamilla, che rivela inoltre tutte le agevolazioni che Lechero ha avuto a discapito dei detenuti, creando malcontento tra gli stessi. Lechero e Sammy ipotizzano che il tentativo di fuga sia opera di Michael e lo vanno a prendere in cella per interrogarlo e ucciderlo. Pike dice a Susan che la fuga è fallita, i rapitori decidono quindi di andarsene dal posto di scambio, ma Sucre li ferma causando un incidente tra la sua macchina e il furgone. Interviene in quel momento Lincoln, che ha abbandonato Sofia in quanto è stato minacciato dalla stessa con una pistola, uccidendo un rapitore e prendendo in ostaggio Susan. Ma è tutto inutile visto che un altro rapitore ha in ostaggio LJ e lo minaccia di morte. Lincoln, convinto da Susan che loro sono preparati a morire a causa del loro lavoro, è costretto a lasciarli fuggire, ma riesce a ottenere un'altra possibilità per liberare Whistler e riavere suo figlio; Una volta partito il furgone della donna nota però a terra tre sacche per cadaveri. Lechero invece di uccidere Michael gli confessa di volere fuggire con lui e gli salva la vita in cambio di un posto nel prossimo tentativo di fuga. Nel frattempo Whistler ha un incontro in prigione con Susan, chiamandola Gretchen, dove le comunica di potere concedere ai fratelli ancora quattro giorni per evadere. I due discutono anche della tempistica per sistemare una qualche faccenda una volta usciti mentre Michael segue di nascosto il dialogo dalla sua cella.
- Altri interpreti: Barbara Eve Harris (Lang), Marshall Allman (LJ Burrows), Kim Coates (Richard Sullens), Laurence Mason (Sammy), Carlo Alban (McGrady), Alex Fernandez (Capitano Hurtado).
- Ascolti Italia: telespettatori 709 000 – share: 13,66%
- Collegamenti esterni: (EN) Trama ufficiale su Fox.com Archiviato il 13 novembre 2007 in Internet Archive.

## Fuoco e fiamme
- Titolo originale: Bang and Burn
- Diretto da: Bobby Roth
- Scritto da: Nick Santora e Christian W. Trokey

### Trama
Lincoln dice a Michael che hanno a disposizione altri quattro giorni per evadere e che al punto di scambio ha visto tre sacche per cadaveri, evidentemente destinate a loro due e LJ. Michael non riesce però a perdonare il fratello per avergli mentito riguardo a Sara. Susan, ovvero Gretchen, riceve la visita del generale, l'anziano che le ordina di fare un'irruzione a Sona e di distruggere ogni cosa, il piano "Fuoco e fiamme"; Poco dopo la donna lo riferisce a Whistler al quale aggiunge inoltre di uccidere Scofield. Sofia riceve la telefonata del proprietario di un appartamento affittato a un certo James Whistler; la donna si reca poi nel posto e qui nota dei documenti sminuzzati e un passaporto dove il suo compagno risulta chiamarsi Gary Miller. Arriva però immediatamente Susan che intima alla donna di starne fuori. Mahone racconta all'agente Lang di quando ha iniziato a drogarsi a causa di Shales e la supplica di procurargli alcune pasticche in modo che possa presentarsi all'udienza in buone condizioni. Whistler sta per pugnalare Michael quando arriva Lechero con il quale i due avevano un appuntamento. Il piano del boss prevede infatti di scavare il tunnel che collegava l'ex-blocco B della prigione al blocco A. Whistler, poiché si avvicina l'ora dell'irruzione, comincia però a mostrarsi molto nervoso. Lincoln e Sucre, intanto, prendono in affitto una casa nel bosco e registrano il suono di alcuni colpi di pistola. Michael, visto il rifiuto di Lechero di fargli usare il telefono, chiede a McGrady di fare recapitare tramite il padre un messaggio per Lincoln. Whistler dice a Sofia di stare lontana da Lincoln; la donna gli rivela quindi di essere a conoscenza dell'appartamento ma l'uomo nega assolutamente. Lincoln riceve il messaggio di Mike che recita "non tornare a casa per cena" che nel loro linguaggio adolescenziale significava di guardarsi le spalle; Sofia, intanto, lo raggiunge e gli racconta sia del passaporto di James sia della raccomandazione che il compagno le ha fatto; Poco dopo, come prevedeva il fratello, vengono presi di mira da alcuni uomini di Susan, ma Lincoln riesce a disarmarli e a uccidere uno di loro che aveva preso in ostaggio la ragazza. L'agente Lang non fa in tempo a consegnare le pasticche a Mahone per l'udienza e l'uomo comincia a comportarsi di fronte ai giudici ovviamente in maniera strana. Lincoln telefona a Michael sul cellulare di Lechero ma a rispondere è Sammy; Lechero, dopo avere redarguito Sammy sull'utilizzo del cellulare, fa lo stesso con Michael prima di allungargli il telefono. Mentre Michael continua a nutrire dei dubbi riguardo a Whistler, la telefonata di Lincoln sulla scampata esecuzione gli fa intuire quanto ormai non siano più necessari alla Compagnia e che la stessa è intenzionata a estrarre Whistler da sola. Dopo pochi istanti un paio di elicotteri arrivano a Sona sparando alle guardie. Whistler raggiunge il tetto e aspetta una fune per l'evasione ma Michael lo raggiunge e, dopo una colluttazione, i due si aggrappano alla fune. Il ritardo procurato dall'intervento di Michael dà la possibilità alle guardie di schierarsi costringendo così gli elicotteri ad annullare la missione e lasciare quindi Whistler a Sona. Susan sa che questo fallimento non sarà perdonato come il primo. Lang si scusa con Mahone per non essere arrivata in tempo e gli comunica di doverlo riportare a Sona. Subito dopo la fuga degli elicotteri i carcerati vengono radunati in cortile e fa il suo ingresso in prigione il generale Zavala che prende immediatamente di mira Michael al quale dice che dovrà presto dire addio a Sona e lo scorta all'esterno.
- Altri interpreti: Barbara Eve Harris (Lang), Kim Coates (Richard Sullins), Laurence Mason (Sammy), Carlo Alban (McGrady), John S. Davies (Agente Elliot Pike), Leon Russom (Generale Jonathan Krantz) e Castulo Guerra (General Zavala).
- Ascolti Italia: telespettatori 649 000 – share: 7,66%
- Collegamenti esterni: (EN) Trama ufficiale su Fox.com Archiviato il 15 novembre 2007 in Internet Archive.

## Allo scoperto
- Titolo originale: Boxed In
- Diretto da: Craig Ross Jr.
- Scritto da: Karyn Usher

### Trama
Il generale Zavala conduce Michael nel suo ufficio per interrogarlo ma il ragazzo nega qualsiasi coinvolgimento con le recenti tentate evasioni. Lo porta quindi in una gabbia ricoperta di plastica all'esterno in modo da costringerlo a cooperare. Lincoln viene portato via da Susan che, visti gli ultimi sviluppi gli fa vedere per pochi momenti il figlio LJ per farlo considerare ancora parte del piano. Mahone torna a Sona e l'agente Lang, prima di lasciarlo, gli regala un portafortuna che apparteneva al padre dimostrandogli il suo amore. Bellick si rifiuta di pulire il vomito di un altro detenuto e per questo Cristobel gli lancia la zampa di gallina. Sucre è costretto a portare dentro la prigione un altro pacchetto. Mentre Michael continua a sopportare il caldo asfissiante della gabbia in cui è stato rinchiuso, Whistler e Lechero continuano a lavorare per la fuga. T-Bag, intanto, ha intuito qualcosa e chiede all'australiano di prendere parte all'affare; in cambio farà modo che esca di scena Sammy che potrebbe risultare di ostacolo. Sucre, dopo avere litigato con Lincoln, viene contattato da Susan che gli offre dei soldi in cambio di informazioni su Lincoln; In realtà i due si erano messi d'accordo per avvicinarsi alla donna. Michael viene convinto dal generale Zavala a dirgli la verità: nonostante il generale si mostri inizialmente parecchio scettico, si muove per trovare conferma alle parole del ragazzo. Convoca nel suo ufficio quindi anche Whistler che è costretto a fare il nome di Gretchen Morgan per evitare di essere torturato. Grazie alla collaborazione di Lincoln, la donna viene portata a Sona dove, dopo avere resistito da professionista ad alcune torture non facendo altro che aumentare i sospetti del colonnello Zavala, confessa di essere semplicemente incaricata di tenere in custodia LJ e rivela il posto in cui è tenuto il ragazzo, conducendovi il colonnello. Arrivati sul posto, riesce però facilmente a liberarsi delle guardie che la tenevano e a uccidere il generale; Subito dopo la donna chiama Lincoln. Bellick, grazie a un espediente, riesce a sconfiggere Cristobel. Mahone, in preda alla crisi di astinenza, rifiuta la droga offertagli da T-Bag. Michael e Whistler vengono a sapere della fine del Generale e sono costretti perciò a tornare in carcere dove Michael inizia ad avere ancora più sospetti sull'uomo che deve fare evadere. Sammy apre il pacchetto che gli è stato mandato da Augusto e scopre al suo interno una pistola, dovendo ora scegliere se eliminare Lechero.
- Altri interpreti: Michael Seal (Octavio), F.J. Rio (Augusto), Rey Gallegos (Cristobel), Castulo Guerra (General Zavala).
- Ascolti Italia: telespettatori 781 000 – share: 16,33%
- Collegamenti esterni: (EN) Trama ufficiale su Fox.com Archiviato il 16 febbraio 2008 in Internet Archive.

## Pioggia di polvere
- Titolo originale: Dirt Nap
- Diretto da: Michael Switzer
- Scritto da: Matt Olmstead e Seth Hoffman

### Trama
Nel piano di evasione prende parte anche T-Bag. Sammy prende il posto di Lechero nella gestione del carcere minacciandolo con la pistola e come prima cosa decide di offrire una cassa di rum a chi gli porterà Michael Scofield. Mahone riceve per posta una foto di Cameron, il suo bambino.
T-Bag invita Bellick a evadere con lui e con gli altri a patto che affronti Sammy e lo elimini. Susan dà a Sucre un assegno circolare da 25000 dollari per le informazioni ricevute. Michael mette alla prova Whistler utilizzando gli appunti contenuti nel suo libro sugli uccelli. Lincoln, con l'aiuto di Sofia, si reca da un uomo di nome Osberto per procurarsi un ordigno esplosivo. L'incontro tra Bellick e Sammy ha inizio e vede quest'ultimo vicino alla vittoria quando viene avvertito da uno dei suoi scagnozzi che Scofield si trova nei sotterranei. Arrivati sul posto riescono a bloccare Whistler e minacciano di ucciderlo se Scofield non dovesse uscire dalla stanza chiusa elettronicamente con una combinazione numerica. Sucre sale nell'auto di Susan e di nascosto posiziona l'ordigno esplosivo ricevuto da Lincoln sotto il sedile; Susan però gli dice che ha capito l'intenzione di Lincoln e Sucre di raggirarla e gli riferisce che l'assegno che gli ha dato è indirizzato a Maricruz Delgado, minacciandolo che, se non dovesse collaborare, la donna potrebbe rischiare la vita. Mentre scende dalla macchina non riesce ad afferrare l'ordigno che così resta nell'auto di Susan. Michael decide di aprire la porta del sotterraneo e Sammy si accorge del buco creato nel soffitto; Michael gli rivela il piano di fuga e l'uomo decide di infilarsi nel buco per dare un'occhiata proprio nel momento in cui i puntelli cedono travolgendolo. Poi Mahone e Lechero fanno fuori gli scagnozzi di Sammy che vengono gettati nel cortile della prigione dal vecchio capo, facendo capire che ancora comanda lui. Anche Bellick fa ora parte del gruppo dei fuggitivi. McGrady chiede a Michael di portarlo con sé fuori dal carcere in cambio di un po' di soldi ma questi rifiuta categoricamente. Sofia, dopo avere ricevuto da Lincoln un pegno raffigurante la torre Eiffel, località in cui la donna vorrebbe recarsi, decide di chiudere la sua storia con Whistler e getta i vestiti contenuti nel loro armadio. In un sottofondo di un borsone da pesca trova però una valigetta a combinazione. Lincoln dice a Michael che Sofia ha trovato un passaporto di Whistler dove risulta chiamarsi Gary Miller e che quindi non è un pescatore ma un impostore.
- Ascolti Italia: telespettatori 718 000 – share: 12,06%
- Collegamenti esterni: (EN) Trama ufficiale su Fox.com Archiviato il 19 aprile 2008 in Internet Archive.

## Fuori in 30 secondi
- Titolo originale: Under and Out
- Diretto da: Greg Yaitanes
- Scritto da: Zack Estrin

### Trama
Michael e gli altri continuano a scavare il tunnel, ma quando comincia a piovere capiscono che dovranno uscire quella notte stessa a causa della conca che si è formata. Per riuscire nell'evasione, dovranno staccare la corrente, ma purtroppo c'è un generatore di emergenza che si attiva quando quello principale si blocca. Grazie all'aiuto di Sucre, Michael riesce a scoprire il lasso di tempo tra lo spegnimento e l'accensione dei due generatori: 30 secondi. Gretchen ha scoperto della bomba messa da Sucre nella sua macchina e minacciando Maricruz strappa all'uomo la confessione che Michael è insicuro se dare alla compagnia Whistler o no. Così, Sophia viene presa dagli uomini di Susan e, tramite una conversazione con tanto di tortura via telefono, questa dice che vuole immediatamente le coordinate da Whistler. Dopo ore passate sul libro Whistler trova le coordinate e, dandone una metà a Susan, patteggia con la donna il resto dei numeri con la vita dei prigionieri e dei prossimi fuggitivi confidando nell'aiuto di Michael. La donna, riluttante, accetta ma da loro esclusivamente 24 ore per entrare in possesso delle coordinate complete, pena la morte di Sofia e LJ. Michael decide di portare con sé anche McGrady, accontentando la sua richiesta. Sucre riesce a mettere fuori uso le jeep dei soldati per la ronda notturna, ma, proprio quando sta per andare, viene fermato da una guardia che gli comunica che sul nome Jorge Rivera, la falsa identità di Sucre, c'è un ordine di arresto. Il tunnel è pronto, ma quando Michael comunica che ci saranno solamente 30 secondi per evadere, Lechero e T-Bag minacciano Whistler e si mettono in prima fila pronti a scappare seguiti da Bellick mentre Mahone, ritornato lucido dopo avere smesso di drogarsi, si allea con Michael. Lincoln deve occuparsi di fare saltare la corrente, e rubando un autobus, riesce a distruggere il palo d'alimentazione della corrente di Sona, dando così il via all'evasione.
- Collegamenti esterni: (EN) Trama ufficiale su Fox.com
- Errori. In una scena si nota che la pozzanghera sotto alla quale sono nascosti Michael e i suoi è sulla traiettoria del camion in avvicinamento, ma nella scena successiva essa è spostata più a sinistra rispetto al camion.

## Ad un passo dalla fine
- Titolo originale: Hell or High Water
- Diretto da: Kevin Hooks
- Scritto da: Nick Santora

### Trama

Michael, Mahone, Lincoln, McGrady e Whistler in fuga dalla polizia dopo essere evasi da Sona

Lechero è il primo a uscire, seguito da T-Bag e da Bellick; Michael non esce e viene esortato dai fuggitivi ancora nel tunnel a cui il ragazzo rassicura di non preoccuparsi. Improvvisamente, e molto prima dei 30 secondi, il generatore di emergenza si attiva e la luce torna facendosi sì che i tre malcapitati fuori dal buco vengano scoperti ancora nel bel pieno della "Terra di Nessuno". Le guardie sparano a Lechero che rimane ferito a una spalla. Il piano di Michael era appunto questo, crearsi un diversivo e approfittare dello scompiglio. I tre catturati vengono obbligati a confessare all'interno delle mura di Sona, Bellick indica la via utilizzata da loro tre, ed elenca anche i prigionieri rimasti al loro interno ma ormai è troppo tardi, i militari trovano il tunnel vuoto e senza traccia degli evasi. Scofield, Mahone, Whistler e McGrady fuggono appena in tempo da Sona passando sotto i camion delle guardie e strisciando via dal buco nelle reti corrose tempo prima dall'acido spruzzato da Sucre. Lincoln si occupa di organizzare il trasporto. Le guardie scoprono il buco ma ormai i fuggitivi hanno diversi minuti di vantaggio. Si fa mattina. I quattro scappano attraverso la giungla circostante Sona in direzione della spiaggia dove incontrano Lincoln, rallentati da Whistler che cadendo si storge la caviglia. A questo punto i fratelli dissotterrano la scatola che Lincoln, insieme a Sofia, aveva sepolto in riva al mare qualche giorno prima contenente dei respiratori da sub. Il piano è arrivare in apnea fino a una distanza di sicurezza e farsi raggiungere da Sucre sulla barca al largo della costa. McGrady non sa nuotare e deve farsi aiutare da Michael ma il problema principale è che Whistler ha perso il libro contenente le coordinate nella "Terra di nessuno". I cinque si immergono e le guardie, convinte di cercare una barca, non riescono ad avvistarli neanche al largo attraverso i binocoli. Il depistaggio però fallisce quando i militari trovano le scarpe dei fuggitivi, tolte per facilitare il nuoto, e capiscono che essi sono da qualche parte, nell'oceano e avvisano la guardia costiera. I fuggitivi arrivano a una boa e vi si aggrappano in attesa di Sucre, che è ancora a Sona alle prese con guai peggiori, ma in secondo piano rispetto alla cattura degli evasi e quindi lasciato ammanettato nell'ufficio. Una barca si avvicina alla boa ma, mentre i cinque temono il peggio, al timone c'è il padre di McGrady, che, arrivato al porto e vedendo ancora la barca ormeggiata ha fortunatamente navigato nella giusta direzione, carica tutti e li porta in salvo. Arrivati a terra McGrady e il padre si separano dagli altri, e avviandosi verso il confine colombiano incontrano un posto di blocco della polizia. Michael, Lincoln, Mahone e Whistler si avviano invece in un luogo sicuro ma vengono raggiunti dagli agenti della Compagnia grazie a un localizzatore inserito da Susan nel cronometro lasciato a Whistler durante l'ultima visita a Sona; Durante l'inseguimento i quattro raggiungono la baita nel bosco affittata da Lincoln e Sucre e nasce una sparatoria. Sucre, approfittando dell'evasione, tenta inutilmente di farsi rilasciare dalla guardia per il suo reato minore. Susan raggiunge la baita e scopre che la sparatoria era una copertura, ideata utilizzando le registrazioni degli spari fatte in precedenza da Lincoln e Sucre, per fuggire dal retro del fabbricato e fare perdere le loro tracce; La donna viene ora ricattata da Lincoln, in possesso di qualcosa di loro interesse. I fuggitivi si recano in un magazzino abbandonato per effettuare lo scambio con Susan. Bellick viene interrogato dalle guardie ma non riesce a rivelare nulla e così, dopo che l'ex guardia sviene, arriva il turno di T-Bag; L'uomo, prima di venire torturato, trova il libro perso da Whistler e incastra Sucre, appena rilasciato dal nuovo generale grazie al suo reato banale, e ora riconosciuto e arrestato come uno degli "Otto di Fox River". Lincoln decide di vendicarsi di Mahone per avere sparato al padre quando lavorava per l'FBI. L'uomo punta la pistola contro Mahone ma nel frattempo Whistler, che non vuole essere consegnato a Susan, fugge rubando un'auto a un passante, dando modo di dileguarsi anche all'ex agente dell'FBI. Susan si sta inoltre dirigendo verso la loro posizione convinta di trovare Whistler.
- Collegamenti esterni: (EN) Trama ufficiale su Fox.com Archiviato il 17 febbraio 2008 in Internet Archive.

## L'arte del trattare
- Titolo originale: The Art of the Deal
- Diretto da: Nelson McCormick
- Scritto da: Matt Olmstead e Seth Hoffman

### Trama
Dopo un inseguimento, i fratelli riescono a catturare James e combinare lo scambio in un museo locale, un posto pubblico e dotato di metal detector. Sucre intanto continua a essere torturato ma non tradisce l'amico neanche davanti alle minacce di morte. T-Bag truffa Lechero facendogli credere di potere corrompere una guardia per farli evadere da Sona ma in realtà lo soffoca con un cuscino, con la promessa di Lechero di farlo in fretta. Prima di venire ucciso, Lechero accetta e si fa consegnare dei soldi dalla prostituta che lo visitava in carcere, e a cui T-Bag si era affezionato, donandone una parte ai detenuti di Sona come dono per diventarne, indirettamente, il nuovo capo. Sucre, dopo avere ricevuto una telefonata da Michael a cui dice addio di fronte alle guardie, viene richiuso nel carcere di Sona. Il piano di Michael riesce e i fratelli riabbracciano LJ mentre Sofia, venuta a conoscenza dell'inesistenza delle fantomatiche coordinate, abbandona Whistler aggregandosi a Lincoln. Per uscire dal museo senza venire uccisi, Michael fa scattare l'allarme nascondendo dei souvenir nella tasca di Whistler che, una volta perquisito, viene fermato dalle guardie. Susan, stanca delle perdite di tempo, ordina ai suoi uomini di eliminare le guardie, dando vita così a una sparatoria in cui l'unica a rimanere ferita è Sofia. Michael è pronto a eliminare Susan sparandole alle spalle ma viene anticipato da una guardia che, sparando al suo furgone, la fa fuggire assieme a Whistler. Mahone si rilassa in un bar proprio di fronte a una banca. Luis, ovvero McGrady, grazie a uno stratagemma del padre, riesce a riabbracciare la sua famiglia in Colombia, dove viene accolto con una grande festa. Sofia viene portata in ospedale dove viene medicata senza problemi e riferisce a Michael di una valigetta di Whistler nel suo appartamento; Michael vi si reca immediatamente trovando dei documenti di un certo Jason Lief, residente a Scottsdale Arizona. Lincoln tenta di dissuadere il fratello dal vendicarsi di Susan ma l'uomo ha già deciso e i due si separano, con Michael diretto a uccidere la donna e Lincoln dedito a curare Sofia. Bellick e Sucre sono distrutti dall'essere stati incarcerati a Sona e soprattutto il portoricano in quanto sa di non potere mai più rivedere la sua donna. Mahone viene raggiunto al bar da Whistler a cui si allea nel suo progetto con Susan, avvertendolo della sicura vendetta di Michael.
- Ascolti Italia: telespettatori 819 000 - share: 11,61%
- Collegamenti esterni: (EN) Trama ufficiale su Fox.com Archiviato il 28 febbraio 2008 in Internet Archive.